# Filip Bilbija
Filip Bilbija (Berlijn, 24 april 2000) is een Duitse voetballer die doorgaans als linksbuiten speelt. In 2019 maakte hij namens FC Ingolstadt 04 in de 3. Liga zijn debuut in het betaald voetbal. In juli 2023 maakte hij de overstap van Hamburger SV naar SC Paderborn 07.

## Clubloopbaan

### Jeugd
Bilbija speelde tot de B-junioren bij Berliner SC Fussball waarna hij bij Tennis Borussia Berlin ging voetballen. Via FC Hertha 03 Zehlendorf maakt hij in de zomer van 2018 de overstap naar FC Ingolstadt 04. In zijn eerste seizoen speelde hij bij de onder 19 en maakte op 11 augustus 2018 zijn debuut tijdens de met 2-0 gewonnen thuiswedstrijd tegen de leeftijdsgenoten van 1. FSV Mainz 05. In de vierde competitieronde maakte hij op 26 augustus zijn eerste doelpunt tijdens de met 3-1 gewonnen thuiswedstrijd tegen FSV Frankfurt. In de 15e minuut maakte hij de 2-0 nadat hij kort daarvoor de assist op Maximilian Breunig had gegeven voor de 1-0. Bilbija speelde 24 wedstrijden in de A-junioren Bundesliga Süd/Südwest waarin hij zes keer wist te scoren en vijf assists gaf. Hij werd aan het einde van het seizoen overgeheveld naar het eerste elftal.

### FC Ingolstadt 04
Op 22 juli 2019 maakte Bilbija zijn debuut in het eerste elftal tijdens de met 1-2 gewonnen uitwedstrijd tegen FC Carl Zeiss Jena. Trainer Jeff Saibene bracht hem in de 67e minuut in het veld voor Fatih Kaya. In de vierde competitieronde op 2 augustus stond hij tijdens de met 3-0 gewonnen thuiswedstrijd tegen Würzburger Kickers voor de eerste keer in het basiselftal. Hij wist zich tot aan de gedwongen stop door de maatregelen tegen COVID-19 geen vaste plaats in het elftal veroveren. Na de verplichte stop stond hij de eerste zes wedstrijden aan de aftrap. Hij verdween daarna weer naar de reservebank. Bilbija eindigde in het seizoen 2019/20 met FC Ingolstadt 04 op de vierde plaats. Doordat het tweede elftal van FC Bayern München kampioen werd en niet kon promoveren kwam FC Ingolstadt 04 in de play-off wedstrijden voor promotie terecht. Tegenstander was 1. FC Nürnberg. In de heenwedstrijd in Nürnberg werd met 2-0 verloren. Bilbija kwam in de Max-Morlock-Stadion vijf minuten voor het einde in het veld. In de met 3-1 gewonnen thuiswedstrijd stond hij in het basiselftal. In de 97e minuut maakte 1 FC Nürnberg hun enige doelpunt. Vanwege het gescoorde uitdoelpunt liep FC Ingolstadt 04 promotie naar de 2. Bundesliga mis.
In het seizoen 2020/21 kwam de doorbraak voor Bilbija. Vanaf het begin van de competitie stond hij in het basiselftal van trainer Tomas Oral. In de zesde competitieronde op 21 oktober maakte hij zijn eerste doelpunt in het betaalde voetbal tijdens de met 1-1 gelijkgespeelde uitwedstrijd tegen 1. FC Kaiserslautern. Na een assist van Stefan Kutschke maakte hij in de 76e minuut in het Fritz-Walter-Stadion de gelijkmaker. In de 37e competitieronde had hij met twee doelpunten en een assist een groot aandeel in de 1-5 overwinning tijdens de uitwedstrijd tegen MSV Duisburg. Hij scoorde zelf de 1-2 in de 54e minuut en de 1-5 in de 76e minuut. In de 47e minuut gaf hij voor de 1-1 gelijkmaker een assist op Kutschke. Door deze overwinning kon FC Ingolstadt 04 de derde plaats niet meer ontgaan. Dit keer volgden play-off wedstrijden tegen VfL Osnabrück. In de heen wedstrijd in het eigen Audi-Sportpark werd met 3-0 gewonnen waarbij Bilbija in de 34e minuut de assist voor de 2-0 gaf op Kaya. In de terugwedstrijd op de Bremer Brücke in Osnabrück werd met 3-1 verloren. Het door Bilbija in de 31e minuut gemaakte doelpunt zorgde ervoor dat hij met zijn ploeg op doelsaldo promoveerde naar de 2. Bundesliga.
Voor het seizoen 2021/22 werd zijn jeugdtrainer Roberto Pätzold de nieuwe hoofdtrainer. Op 24 juli 2021 maakte Bilbija zijn debuut in de 2. Bundesliga tijdens de met 3-0 verloren uitwedstrijd tegen Dynamo Dresden. Een week later maakte hij zijn eerste doelpunt op het tweede niveau in Duitsland tijdens de met 1-2 verloren thuiswedstrijd tegen 1. FC Heidenheim. In de 59e minuut bracht hij zijn ploeg na een assist van Merlin Röhl op een 1-0 voorsprong. Bilbija speelde dit seizoen een belangrijke rol voor FC Ingolstadt 04. Hij was bij negen van de 30 doelpunten betrokken. Hij maakte zelf zeven doelpunten en gaf twee assists waaruit werd gescoord. Het was een onrustig seizoen waarbij Pätzold na acht wedstrijden wegens tegenvallende resultaten werd ontslagen. André Schubert nam zijn taken over en werd na negen wedstrijden aan de kant geschoven.  Zijn taken werden overgenomen door Rüdiger Rehm. Dit alles mocht niet baten en FC Ingolstadt 04 eindigde op de 18e plaats waardoor het degradeerde naar de 3. Liga. Op 15 november 2022 speelde hij met de uitwedstrijd tegen Hannover 96 zijn laatste wedstrijd. Hij maakte transfervrij de overstap naar Hamburger SV.

### Hamburger SV
Begin juni 2022 tekende Bilbija een contract tot 2026. Hij maakte zijn debuut op 17 juli 2022 tijdens de met 0-2 gewonnen uitwedstrijd tegen Eintracht Braunschweig. Trainer Tim Walter bracht hem in de 93e minuut in de ploeg voor Robert Glatzel. In de 32e competitieronde op 14 mei 2023 maakte hij zijn eerste doelpunt voor de Hamburger ploeg tijdens de met 1-5 gewonnen uitwedstrijd tegen SSV Jahn Regensburg. In de 81 minuut maakte hij na een assist van Anssi Suhonen het vijfde doelpunt. Een derde plaats in de competitie was het hoogst haalbare  waardoor men tegen VfB Stuttgart om promotie/degradatie moest spelen. De heenwedstrijd in het MHPArena in Stuttgart werd met 3-0 verloren. In Hamburg eindigde de wedstrijd in een 1-3 nederlaag waarin Bilbija in de 67e minuut in het veld kwam voor Jonas Meffert. Door de twee nederlagen bleef Hamburger SV in de 2. Bundesliga. Bilbija kwam mede door zware concurrentie in het seizoen 2022/23 enkel tot 13 invalbeurten. Hij zag voor zichzelf weinig speelminuten in het seizoen 2023/24 weggelegd en maakte hij ondanks een doorlopend contract de overstap naar de eveneens in de 2. Bundesliga spelende SC Paderborn.

### SC Paderborn 07
In de zomer van 2023 tekende Bilbija een contract met onbekende looptijd bij de club uit de Duitse deelstaat Noordrijn-Westfalen. Op 30 juli 2023 maakte hij zijn debuut voor SC Paderborn tijdens de met 5-0 verloren uitwedstrijd voor de competitie tegen Greuther Fürth. Trainer Lukas Kwasniok liet hem in zijn basiselftal als aanvallende middenvelder starten. In de eerste ronde van de DFB-Pokal tegen Energie Cottbus maakte hij zijn eerste doelpunt. In de met 0-7 gewonnen uitwedstrijd maakte hij in de 20e minuut na een assist van Laurin Curda de 0-3. In de 51e minuut maakte hij zijn tweede doelpunt en Paderborns vierde. Begin september 2023 liep hij tijdens de wedstrijd tegen 1. FC Kaiserslautern een scheur in zijn knieband op. Hij ontbrak tijdens een viertal wedstrijden. Op 8 oktober luisterde hij zijn comeback op met een doelpunt tijdens de uitwedstrijd tegen Eintracht Braunschweig. In de 96e minuut scoorde hij na een voorzet van Sirlord Conteh het derde doelpunt. Tijdens de 16e competitieronde op 9 december 2023 werd hij in het Volksparkstadion tegen zijn voormalige werkgever Hamburger SV in de 69e minuut door scheidsrechter Christian Dingert van het veld gestuurd. In de eerste helft was hij na een voorzet van Florent Muslija verantwoordelijk voor de 1-1 gelijkmaker. Door een doelpunt van Ilyas Ansah won SC Paderborn uiteindelijk met 1-2. Bilbija eindigde in zijn eerste seizoen (2023/24) met Paderborn op de 7e plaats. 
Mede door vijf doelpunten van de voet van Bilbija kende Paderborn een goede start van het seizoen 2024/25. Begin december was de ploeg zelfs op de eerste plaats van de ranglijst terug te vinden. Men ging uiteindelijk op de derde plaats de winterstop in. Bilbija was onomstreden in het team van Kwasniok en hij startte tot het verplichte kersreces alle wedstrijden in de basis.  

## Clubstatistieken
| Seizoen                         | Club             | Competitie      | Competitie | Competitie | Beker | Beker | Internationaal | Internationaal | Overig | Overig | Totaal | Totaal |
| Seizoen                         | Club             | Competitie      | Wed.       | Dlp.       | Wed.  | Dlp.  | Wed.           | Dlp.           | Wed.   | Dlp.   | Wed.   | Dlp.   |
| ------------------------------- | ---------------- | --------------- | ---------- | ---------- | ----- | ----- | -------------- | -------------- | ------ | ------ | ------ | ------ |
| 2019/20                         | FC Ingolstadt 04 | 3. Liga         | 23         | 0          | 1     | 0     | 0              | 0              | 4      | 2      | 28     | 2      |
| 2020/21                         | FC Ingolstadt 04 | 3. Liga         | 35         | 5          | 1     | 0     | 0              | 0              | 6      | 2      | 38     | 2      |
| 2021/22                         | FC Ingolstadt 04 | 3. Liga         | 28         | 7          | 2     | 1     | 0              | 0              | 0      | 0      | 29     | 8      |
| 2022/23                         | Hamburger SV     | 2. Bundesliga   | 13         | 1          | 2     | 0     | 0              | 0              | 1      | 0      | 28     | 2      |
| 2023/24                         | SC Paderborn 07  | 2. Bundesliga   | 27         | 5          | 3     | 4     | 0              | 0              | 0      | 0      | 30     | 9      |
| 2024/25                         | SC Paderborn 07  | 2. Bundesliga   | 21         | 5          | 2     | 0     | 0              | 0              | 0      | 0      | 23     | 5      |
| Carrière totaal                 | Carrière totaal  | Carrière totaal | 147        | 23         | 11    | 5     | 0              | 0              | 6      | 3      | 164    | 31     |
| Bijgewerkt tot 14 februari 2025 |                  |                 |            |            |       |       |                |                |        |        |        |        |

- In het seizoen 2019/20 speelde Bilbija namens FC Ingolstadt 04 twee wedstrijden voor de Landespokal Bayern waarbij hij in de 2e ronde tijdens de wedstrijd tegen DJK Gebenbach tweemaal wist te scoren;
- Naast de wedstrijden om de play-off tegen 1 FC Nürnberg speelde Bilbija in het seizoen vier wedstrijden voor het tweede elftal van FC Ingolstadt 04 in de Bayernliga Süd. Hij scoorde hierin twee keer;[50]
- In het seizoen 2022/23 speelde Bilbija één wedstrijd mee met het tweede elftal van Hamburger SV. In de met 2-1 gewonnen thuiswedstrijd tegen 1. FC Phönix Lübeck maakte hij in de 22e minuut de 1-1 gelijkmaker;[51]

## Persoonlijk
Bilbija is geboren in Berlijn en hij heeft Servische en Montenegrijnse roots. Bilbija heeft ervoor gekozen om niet op social media aanwezig te zijn en kiest ervoor om boeken te lezen over mentale veerkracht. Zijn bijnaam is "Fico".